# 岩坂英巳
岩坂 英巳（いわさか ひでみ、1965年 - 2021年）は、日本の児童精神科医師、心理カウンセラー、大学教授、講師である。

## 概要
1987年奈良県立医科大学卒業。
そして奈良教育大学の講師としても勤めていた。
ハートランドしぎさん「子どもと大人の発達センター」センター長を勤めていたが、闘病の末、2021年没。